# فوزی الشهری
فوزی الشهری (عربی: فوزي الشهري؛ زادهٔ ۱۵ مهٔ ۱۹۸۰) یک بازیکن فوتبال اهل عربستان سعودی است.
وی همچنین در تیم ملی فوتبال عربستان سعودی بازی کرده‌است.